# Sekstina
Sekstina je pesemska oblika, sestavljena iz šestih kitic in ene kontere. V vsaki kitici je šest verzov daljšega metra versos de arte mayor, najpogosteje enajsterca, ki se ne rimajo. 
Posebnost sekstine je, da če rimane besede označimo s števkami od 1 do 6, se v naslednji kitici pojavijo pod naslednjim vrstnim redom: 6,1,5,2,4,3 in v kitici, ki sledi tej: 3,,6,4,1,2,5. Na šest kitic se priključuje kontera, ki je tro-vrstična.
Za izumitelja te oblike velja Arnaut Daniel, trubadur iz Provanse, ki je vplival na pesnike srednjega veka in zgodnjega humanizma, predvsem na Danteja Alighierija in Francesca Petrarco